# Rennrodel-Amerika-Pazifikmeisterschaften 2014
Die Rennrodel-Amerika-Pazifikmeisterschaften 2014 wurden vom 5. bis 6. Dezember 2014 im Rahmen des 2. Weltcuprennens der Saison 2014/15 auf der Olympia-Bobbahn Mount Van Hoevenberg in Lake Placid, Vereinigte Staaten ausgetragen. Es gab Wettbewerbe in den Einsitzern für Männer und Frauen und dem Doppelsitzer. Alle Wettbewerbe wurden in zwei Läufen entschieden, für die Wertung dienten die Ergebnisse der Weltcuprennen in den entsprechenden Disziplinen.
Die Titel gingen allesamt an das US-amerikanische Team. Im Einsitzer der Frauen gewann Erin Hamlin, im Einsitzer der Männer sicherte sich Tucker West den Titel und die Wertung der Doppelsitzer gewannen Matthew Mortensen und Jayson Terdiman.

## Titelverteidiger
Bei den vergangenen Amerika-Pazifikmeisterschaften 2013 im kanadischen Calgary siegten die Kanadierin Alex Gough im Einsitzer der Frauen, der US-Amerikaner Christopher Mazdzer im Einsitzer der Männer sowie das kanadische Doppelsitzerpaar Tristan Walker und Justin Snith.

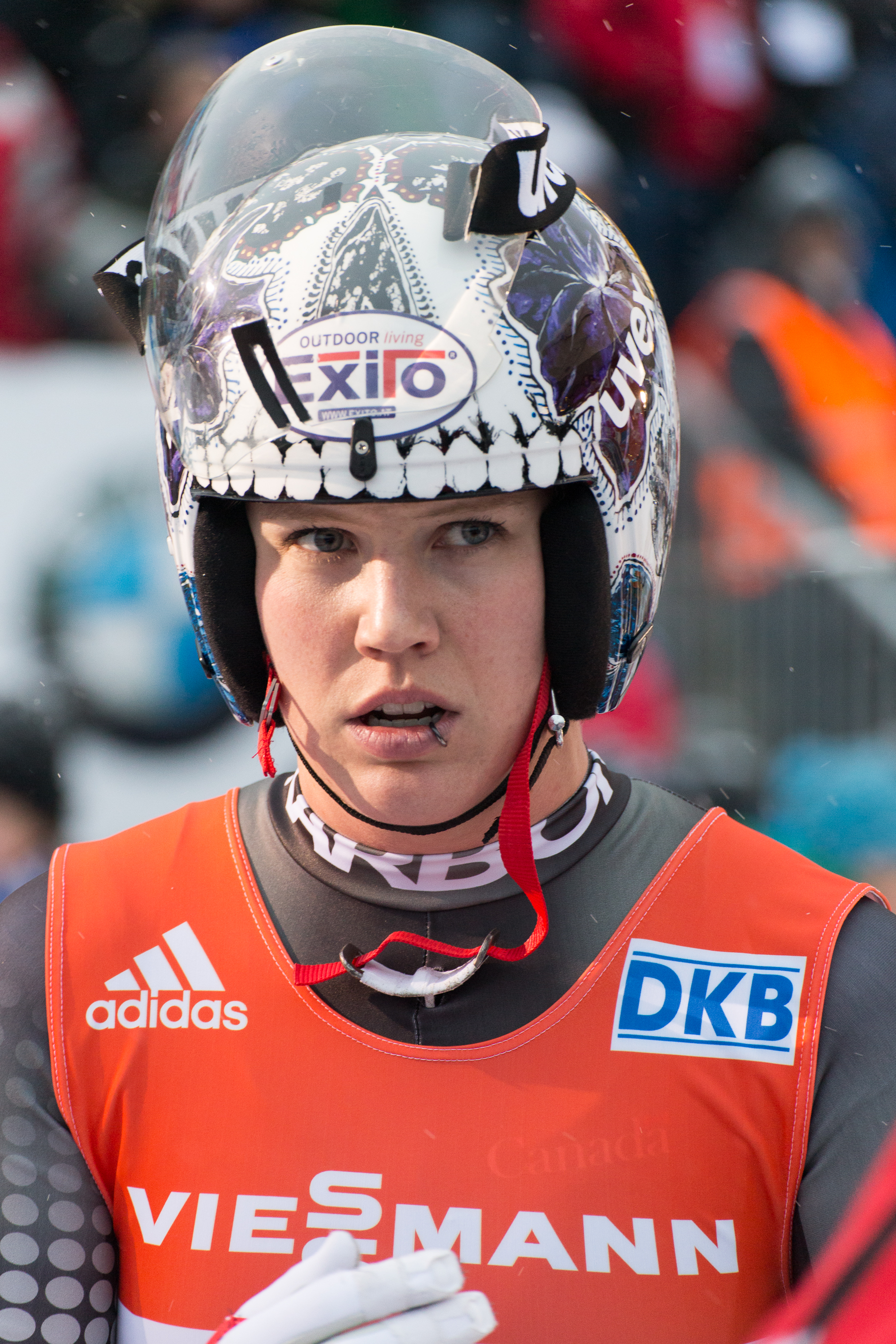
Alex Gough
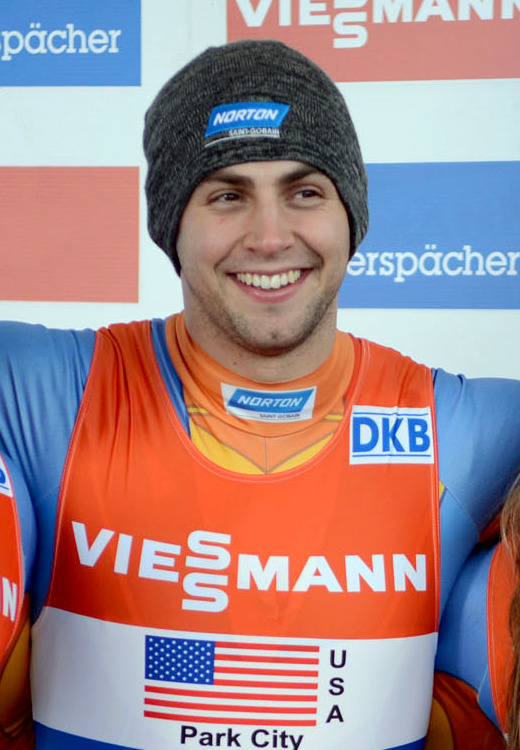
Christopher Mazdzer
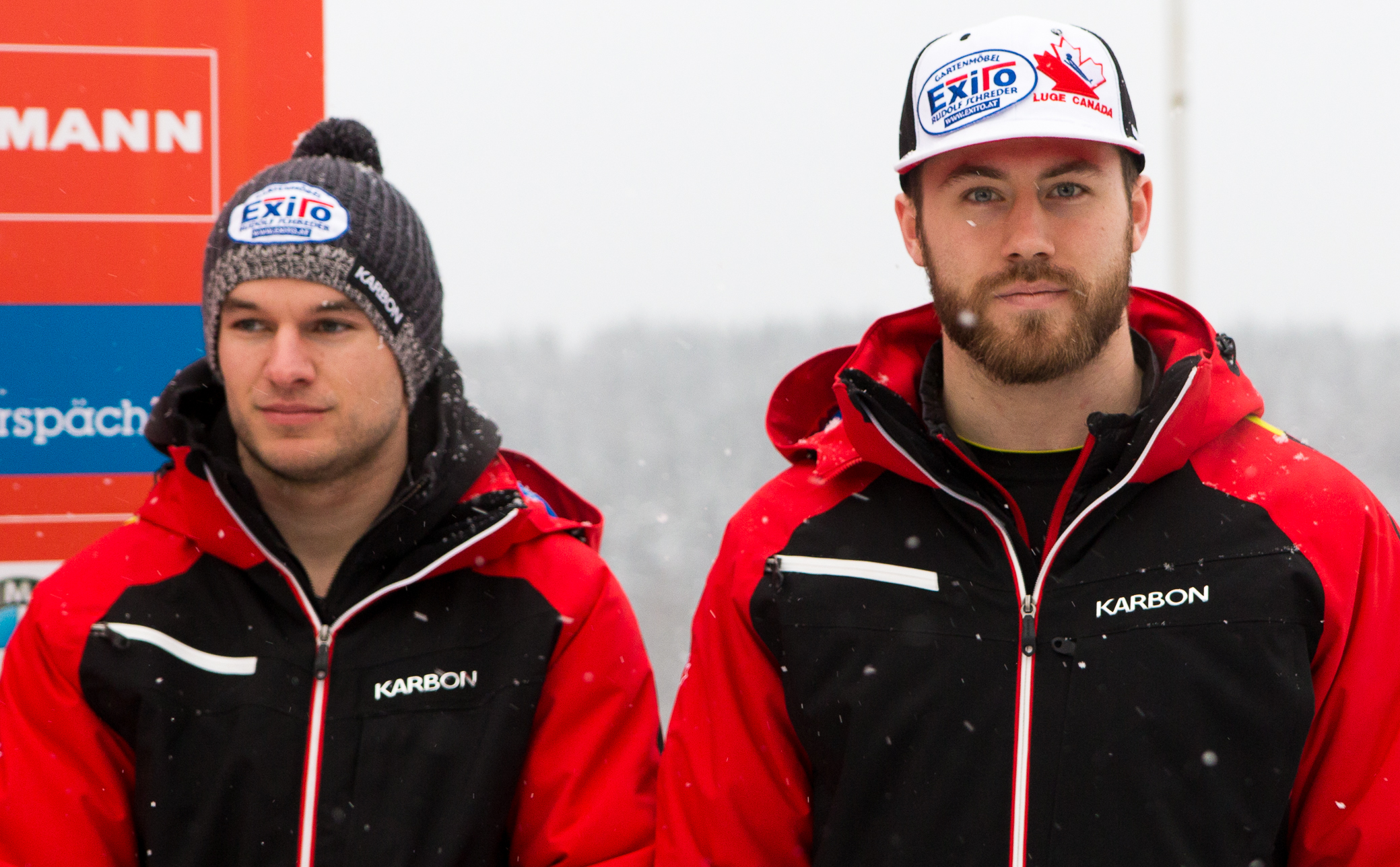
Tristan Walker und Justin Snith

## Einsitzer der Frauen

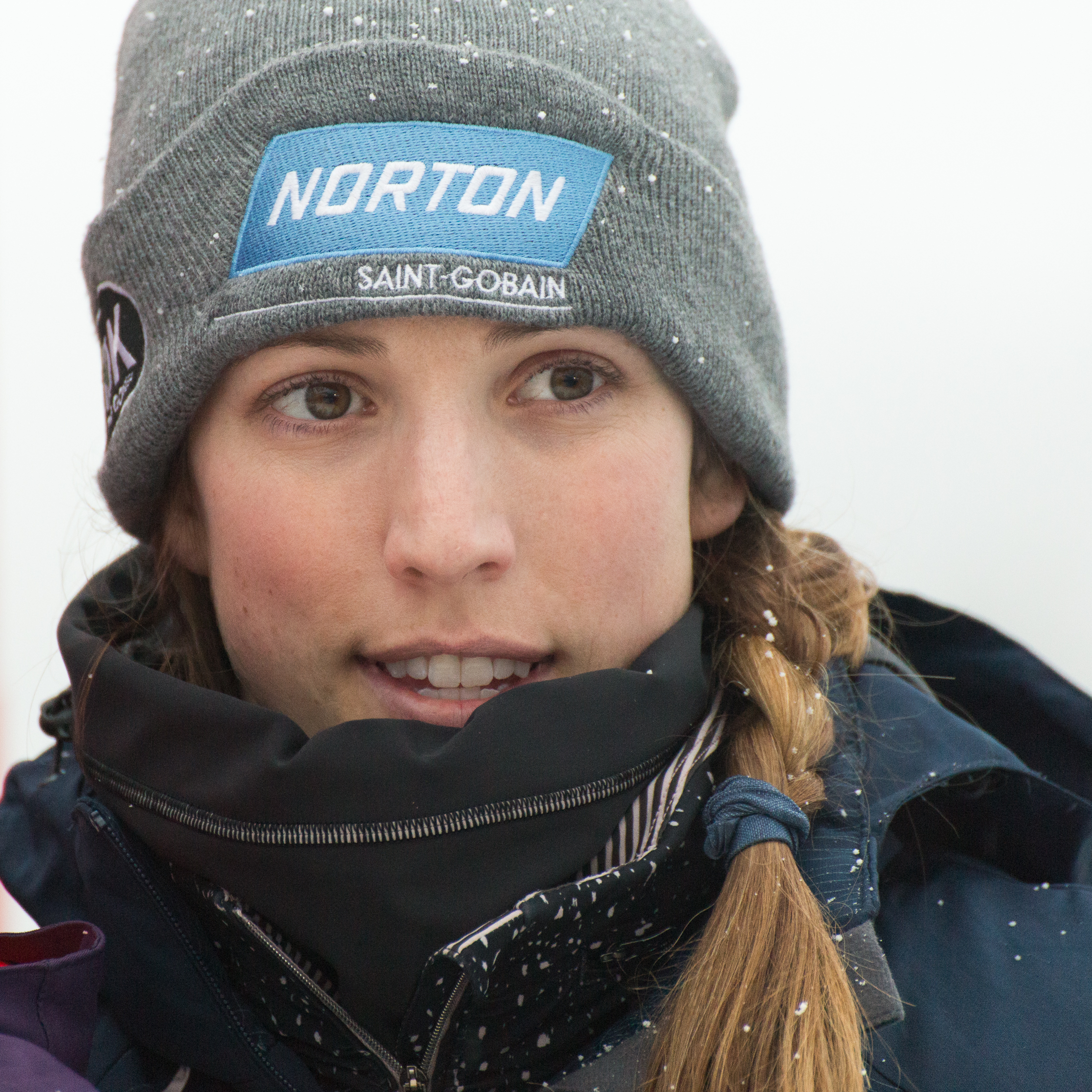
Erin Hamlin, Gewinnerin im Frauen-Einsitzer

| Platz | Sportlerin      | Laufzeiten        | Zeit             |
| ----- | --------------- | ----------------- | ---------------- |
| 01    | Erin Hamlin     | 44,310 s 44,362 s | 1:28,672 Minuten |
| 02    | Emily Sweeney   | 44,429 s 44,522 s | 1:+0,279 s       |
| 03    | Summer Britcher | 44,414 s 44,547 s | 1:+0,289 s       |
| 04    | Julia Cluckey   | 44,614 s 44,716 s | 1:+0,658 s       |
| 05    | Arianne Jones   | 44,603 s 44,736 s | 1:+0,667 s       |
| 06    | Kimberley McRae | 44,691 s 44,680 s | 1:+0,699 s       |
| 07    | Jordan Smith    | 45,035 s 45,041 s | 1:+1,404 s       |

Datum: 6. Dezember
Den Titel im Frauen-Einsitzer konnte sich die US-Amerikanerin Erin Hamlin vor ihren Teamkolleginnen Emily Sweeney, Summer Britcher und Julia Clukey sichern. Hamlin fuhr im Weltcuprennen auf den zweiten Platz hinter der Deutschen Natalie Geisenberger, Sweeney kam hinter Tatjana Hüfner und Anke Wischnewski auf Rang 5 ins Ziel, Britcher wurde Sechste. Cluckey kam hinter Dajana Eitberger auf dem achten Platz ins Ziel. Ihr folgte auf Rang 9 des Weltcuprennens Arianne Jones als beste Kanadierin auf Rang 5 der Kontinentalmeisterschaftswertung. Kimberley McRae, die hinter der Italierin Sandra Robatscher Platz 11 des Weltcuprennens erreichte, und Jordan Smith (16. im Weltcuprennen) folgten auf den Plätzen 6 und 7 in der Frauenwertung. Sweeney, Britcher, Cluckey, Jones und Smith hatten sich über den Nationencup für das Wertungsrennen qualifiziert. Hamlin und McRae waren gesetzt.

## Einsitzer der Männer

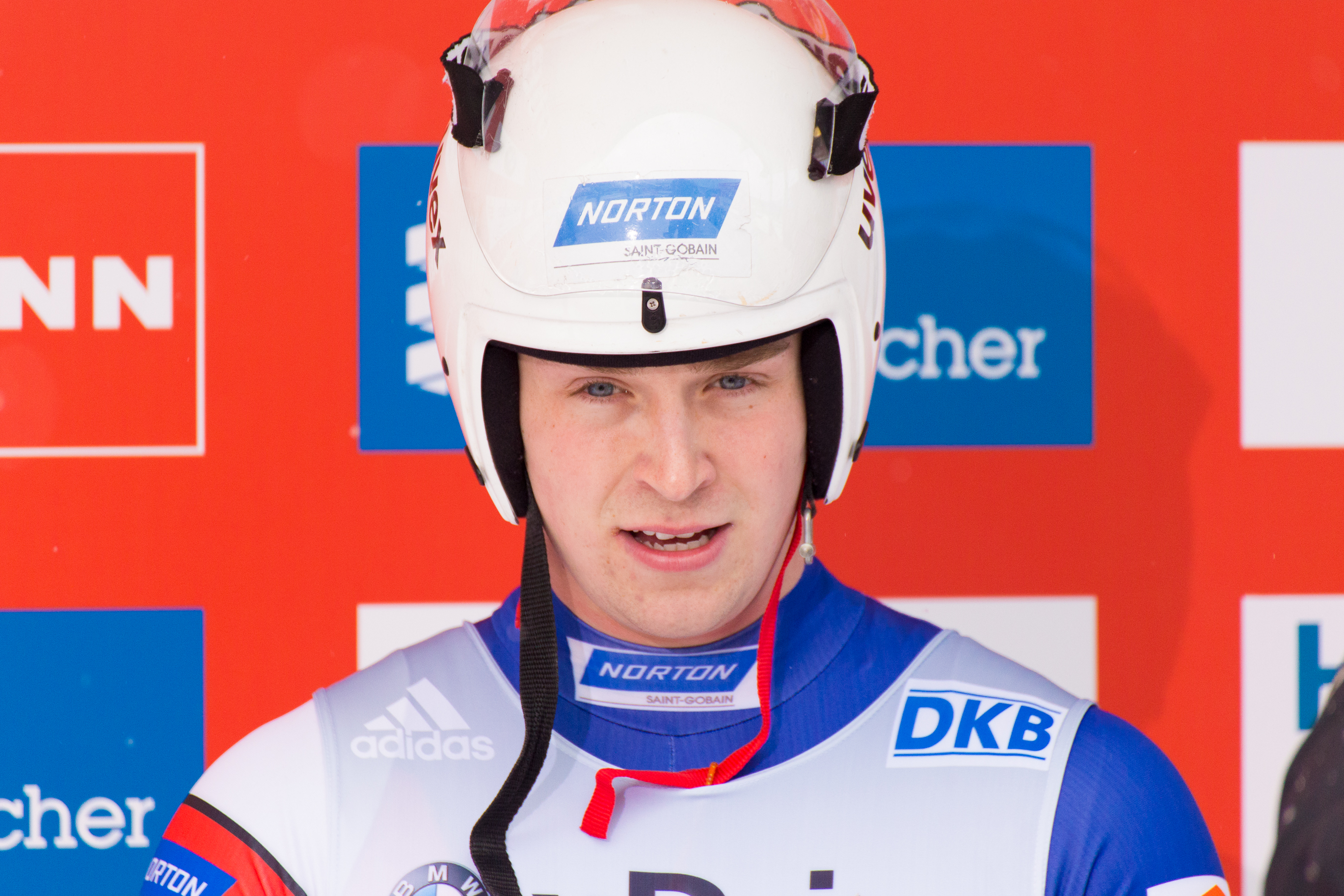
Tucker West, Gewinner im Männer-Einsitzer

| Platz | Sportler            | Laufzeiten        | Zeit             |
| ----- | ------------------- | ----------------- | ---------------- |
| 01    | Tucker West         | 51,115 s 51,002 s | 1:42,117 Minuten |
| 02    | Christopher Mazdzer | 51,692 s 51,513 s | 1:+1,088 s       |
| 03    | Aidan Kelly         | 51,777 s 51,572 s | 1:+1,232 s       |
| 04    | Riley Stohr         | 51,834 s 51,825 s | 1:+1,542 s       |
| 05    | Mitchel Malyk       | 51,890 s 51,972 s | 1:+1,745 s       |
| 06    | John Fennell        | 52,180 s 51,994 s | 1:+2,057 s       |

Datum: 5. Dezember
Amerika-Pazifikmeister wurde der US-Amerikaner Tucker West, der den Meisterschaftstitel vor seinen Teamkollegen Christopher Mazdzer und Aidan Kelly gewann. West siegte auch im regulären Weltcuprennen, Mazdzer fuhr hinter dem Österreicher Wolfgang Kindl und dem Italiener Dominik Fischnaller auf Rang 4. Kelly belegt im Weltcuprennen Rang 7. Den vierten Platz der Amerika-Pazifikmeisterschaften erreichte Riley Stohr (11. im Weltcuprennen), der damit den US-amerikanischen Vierfachsieg komplettierte. Auf den weiteren Plätzen kamen die Kanadier Mitchel Malyk (16. im Weltcuprennen) und John Fennell (19. im Weltcuprennen) ins Ziel. Während Mazdzer bereits für das Wertungsrennen gesetzt war, mussten sich West, Kelly, Stohr, Malyk und Fennell über den Nationencup qualifizieren.

## Doppelsitzer

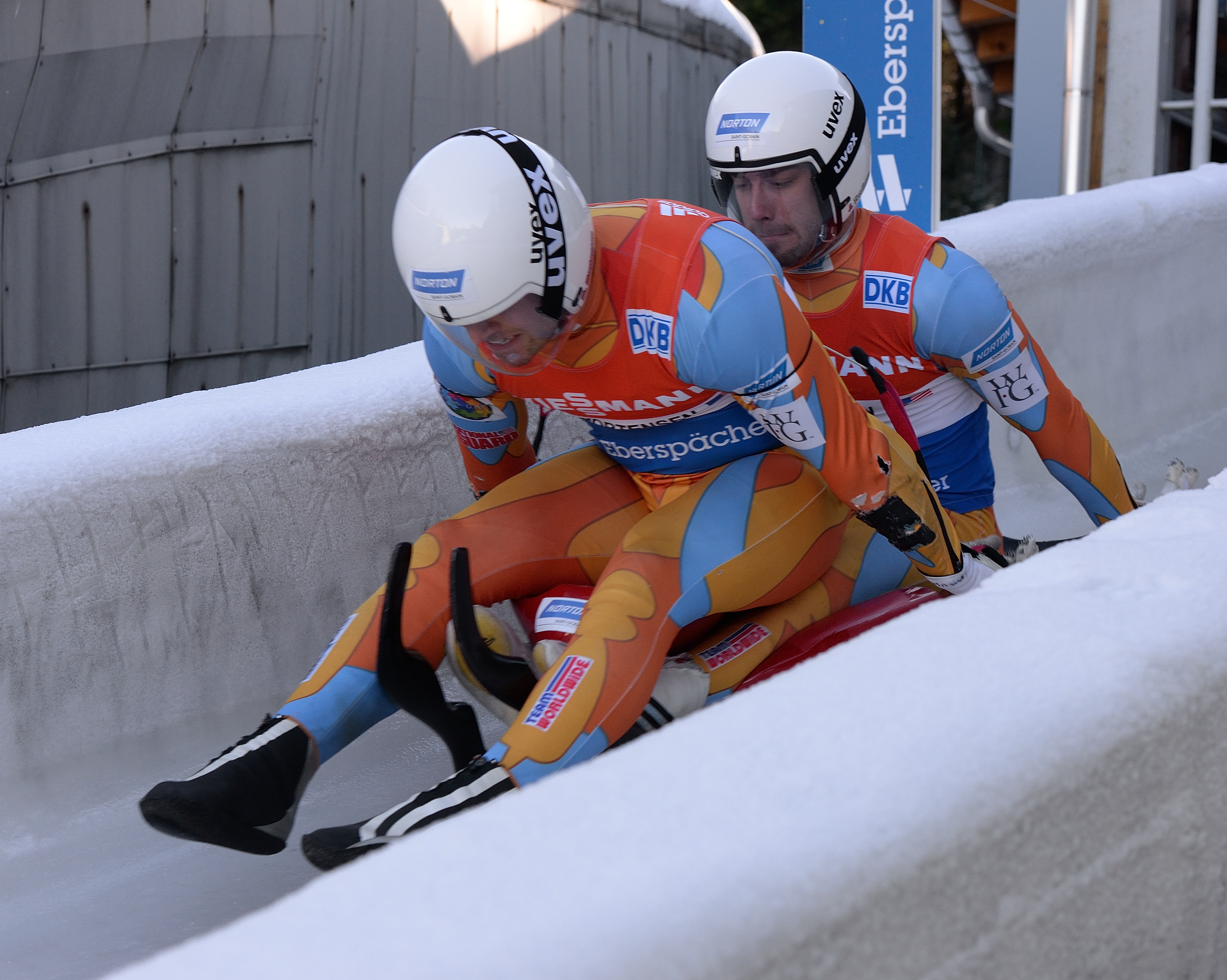
Matthew Mortensen und Jayson Terdiman, Gewinner im Doppelsitzer

| Platz | Sportler                               | Laufzeiten        | Zeit             |
| ----- | -------------------------------------- | ----------------- | ---------------- |
| 01    | Matthew Mortensen/Jayson Terdiman      | 44,183 s 44,091 s | 1:28,274 Minuten |
| 02    | Tristan Walker/Justin Snith            | 44,367 s 44,310 s | 1:+0,403 s       |
| 03    | Justin Garret Krewson/Tristan Jeskanen | 44,561 s 44,628 s | 1:+0,915 s       |

Datum: 5. Dezember
Es nahmen drei Doppelsitzerpaare an dem Wettbewerb teil, zu dem sich nur die Walker/Snith nicht über den Nationencup qualifizieren mussten, da sie der Gesetztengruppe des Weltcups angehörten. Den Titel der Amerika-Pazifikmeisterschaft sicherten sich die US-Amerikaner Matthew Mortensen und Jayson Terdiman, vor den kanadischen Titelverteidigern Tristan Walker und Justin Snith sowie Justin Garret Krewson und Tristan Jeskanen. Im regulären Weltcuprennen kamen die Sieger Mortensen/Terdiman auf Rang 6, Walker/Snith fuhren auf den neunten Rang, das Doppelsitzerpaar Krewson/Jeskanen auf Rang 13.

## Medaillenspiegel
| Platz | Land               | Gold | Silber | Bronze | Gesamt |
| ----- | ------------------ | ---- | ------ | ------ | ------ |
| 1     | Vereinigte Staaten | 3    | 2      | 3      | 5      |
| 2     | Kanada             | 0    | 1      | 0      | 0      |